# Saskatchewan Highway 955
Highway 955 je silnice v kanadské provincii Saskatchewanu.  Odbočuje od silnice Highway 155 poblíž La Loche a vede těžařské osadě Cluff Lake Mine. Silnice je přibližně 245 km (152 mil) dlouhá a má po celé své délce nezpevněnou vozovku.
Highway 955 se nekříží téměř s žádnými dalšími silnicemi, a to kvůli své severské poloze. Asi v jedné třetině cesty ke Cluff Lake Mine je přístupová cesta k osadě Descharme Lake. Podle provinčních silničních map datovaných do 80. let 20. století pokračovala na sever od bývalého uranového dolu Cluff Lake ke břehům jezera Athabaska a dál přes jezero až k Uranium City sezónní cesta, tzv. „zimní silnice“, ale ta vypadá, že se již nepoužívá.
Silnice Highway 955 prochází provinčním parkem Clearwater River Provincial Park. 
Carswellova dopadová struktura je největším astroblémem v Saskatchewanu s průměrem o velikosti asi 35 km.  Silnice Highway 955 překračuje řeku Douglas (řeka).  Její rozsáhlé údolí je na okraji Carswellovy dopadové struktury. Uran je těžen na třech nalezištích podél perimetru Carswellovy struktury nedaleko zakončení silnice Highway 955.